# Campionato Sudamericano 1956 (hockey su pista)
Il campionato sudamericano di hockey su pista 1956 è stata la 2ª edizione del torneo di hockey su pista per squadre nazionali maschili sudamericane. Il torneo si è svolto in Cile a Santiago del Cile dal 17 al 24 novembre 1956.
A vincere il torneo fu il Cile per la seconda volta nella sua storia precedendo in classifica l'Uruguay.

## Formula
Il campionato Sudamericano 1956 fu disputato da cinque selezioni nazionali tramite la formula del girone all'italiana con gare di sola andata. Vennero attribuiti due punti per l'incontro vinto, uno per l'incontro pareggiato e zero in caso di sconfitta. La prima squadra classificata venne proclamata campione.

## Squadre partecipanti
| Pr. | Squadra   | Partecipazioni precedenti al torneo |
| --- | --------- | ----------------------------------- |
| 1   | Argentina | Esordiente                          |
| 2   | Brasile   | 1954                                |
| 3   | Cile      | 1954                                |
| 4   | Uruguay   | 1954                                |
| 5   | Venezuela | 1954                                |

Nota bene: nella sezione "partecipazioni precedenti al torneo" le date in grassetto indicano la squadra che ha vinto quell'edizione del torneo

## Svolgimento del torneo

### Classifica finale
| Pos. | Squadra   | Pt | G | V | N | P | GF | GS | DR  |
| ---- | --------- | -- | - | - | - | - | -- | -- | --- |
| 1.   | Cile      | 7  | 4 | 3 | 1 | 0 | 17 | 6  | +11 |
| 2.   | Uruguay   | 6  | 4 | 3 | 0 | 1 | 10 | 5  | +5  |
| 3.   | Argentina | 5  | 4 | 2 | 1 | 1 | 20 | 9  | +11 |
| 4.   | Venezuela | 2  | 4 | 1 | 0 | 3 | 3  | 18 | -15 |
| 5.   | Brasile   | 0  | 4 | 0 | 0 | 4 | 7  | 19 | -12 |

### Risultati
| Santiago del Cile 17 novembre 1956 | Cile | 7 – 0 | Venezuela |  |

| Santiago del Cile 18 novembre 1956 | Argentina | 2 – 4 | Uruguay |  |

| Santiago del Cile 19 novembre 1956 | Brasile | 3 – 6 | Cile |  |

| Santiago del Cile 21 novembre 1956 | Argentina | 8 – 0 | Venezuela |  |

| Santiago del Cile 21 novembre 1956 | Brasile | 2 – 3 | Uruguay |  |

| Santiago del Cile 22 novembre 1956 | Argentina | 3 – 3 | Cile |  |

| Santiago del Cile 22 novembre 1956 | Brasile | 0 – 3 | Venezuela |  |

| Santiago del Cile 23 novembre 1956 | Argentina | 7 – 2 | Brasile |  |

| Santiago del Cile 23 novembre 1956 | Uruguay | 3 – 0 | Venezuela |  |

| Santiago del Cile 24 novembre 1956 | Cile | 1 – 0 | Uruguay |  |